# Alexandra Agiurgiuculese
Alexandra Ana Maria Agiurgiuculese (Iași, 15 gennaio 2001) è una ginnasta rumena naturalizzata italiana, individualista della Nazionale italiana di ginnastica ritmica.
In carriera ha vinto quattro medaglie ai Campionati europei junior 2016 e nove medaglie in Coppa del mondo junior. Da senior è vincitrice di una medaglia d'oro ai Giochi del Mediterraneo 2018, di diciassette titoli in Coppa del mondo e di due medaglie di bronzo ai Campionati mondiali di ginnastica ritmica 2018.

## Vita privata
Nata a Iași, in Romania, ha due fratelli.

## Carriera sportiva
All'età di sei anni inizia a praticare ginnastica ritmica per correggere una malformazione alla colonna vertebrale. Si iscrive al club sportivo di Iaşi, seguita dal tecnico Constantin Radu e dalle sue assistenti Catalina Radu e Oana Cozma. Sei mesi dopo partecipa al Campionato Nazionale romeno.

### Gli esordi in Romania
Nel 2009, in occasione di uno stage presso il centro nazionale di Bucarest, viene notata da Irina Deleanu, presidente della Federazione di ginnastica ritmica della Romania, che decide di inserirla nel gruppo nazionale esordienti.
Nello stesso anno, in occasione dei Campionati Nazionali di categoria, ottiene nella gara individuale una medaglia d’oro al corpo libero e due argenti: alla fune e al cerchio. Nella competizione d'insieme vince una medaglia d’oro al corpo libero.
Nel 2010 partecipa all’International Tournament “Miss Valentine” a Tartu in Estonia, dove ottiene l’oro al corpo libero e al cerchio. Nello stesso anno si esibisce alla Irina Deleanu Cup, dove viene notata dalla giudice internazionale slovena Spela Dragas, che diventerà la sua allenatrice in Italia.
Nello stesso anno ottiene il titolo assoluto sia al Campionato Nazionale di categoria, sia in occasione della Coppa della Romania.

### Le prime competizioni in Italia
In seguito al trasferimento dei genitori per motivi di lavoro in Italia, nell’estate del 2010, all'età di nove anni abbandona la Romania e prosegue l'attività agonistica presso l’Associazione Sportiva Udinese, seguita da Spela Dragas.
Nel 2012 partecipa alla sua prima gara nazionale italiana, nella categoria "Allieve 2ª fascia", e vince l'oro nel concorso generale, mentre con la sua società arriva sul secondo gradino del podio nel Campionato nazionale di serie C.
Nel 2013 è ancora l'indiscussa protagonista ai Campionati nazionali di categoria dove riconferma il titolo dell'anno precedente. Inoltre partecipa con la sua società, l'AS Udinese, al Campionato nazionale di serie B, ottenendo la medaglia d'argento e la promozione in Serie A2.

### Carriera junior
Nel 2014 passa nella categoria junior e partecipa ai Campionati nazionali di categoria, vincendo la medaglia d'argento dietro alla ginnasta di Fabriano Daniela Mogurean. Nello stesso anno con la sua società vince lo scudetto nel Campionato nazionale di serie A2, ottenendo la promozione nel campionato di massima serie A1. Al Torneo Internazionale MTM di Lubiana vince l'oro alla palla e l'argento al cerchio, clavette e nastro.
Nel 2015, dopo aver ottenuto la cittadinanza italiana, viene chiamata a vestire la maglia azzurra. A marzo partecipa alla Coppa del mondo junior di Lisbona, classificandosi 7ª nel concorso generale e accede a tutte le finali di specialità, dove ottiene la medaglia di bronzo alla palla, il quarto posto alle clavette, il settimo al cerchio e l'ottavo alla fune. Successivamente al Torneo Internazionale MTM di Lubiana vince la medaglia d'oro nel concorso generale.
Nello stesso anno ai Campionati Nazionali di categoria a Terranuova Bracciolini ottiene il titolo di campionessa nazionale juniores, che le permette di qualificarsi e partecipare ai Campionati nazionali assoluti e confrontarsi con ginnaste della categoria senior.
Ai Campionati nazionali ssoluti in scena a Biella ottiene il quinto posto nel concorso generale - dietro a ginnaste senior del calibro di Carmen Crescenzi, Alessia Russo, Letizia Cicconcelli, Veronica Bertolini.
A gennaio 2016 è la prima ginnasta junior nella storia ad essere ufficialmente inserita dalla Federazione Ginnastica d'Italia all'interno del team Italia. Partecipa alla Coppa del Mondo Junior di Lisbona e vince come Team Italia, la medaglia di bronzo nel concorso per nazioni con le compagne Milena Baldassarri e Caterina Allovio. Accede a tre finali di specialità, ottenendo la medaglia d'argento alla fune, il quarto posto alla palla e il quinto alle clavette. Il mese successivo, alla Coppa del Mondo Junior di Pesaro, riconferma con le sue compagne la medaglia di bronzo nel concorso per team e vince il bronzo al cerchio e l'argento alla fune e alla palla. Partecipa, inoltre, alla Coppa del Mondo Junior di Sofia dove vince la medaglia di bronzo nel concorso per nazioni e la medaglia d'argento alla fune, mentre arriva ai piedi del podio nella finale alle clavette.
A giugno del 2016 ai Campionati nazionali assoluti si classifica ai piedi del podio nel concorso generale. Nelle finali di specialità vince la medaglia d'argento alle clavette.
Nello stesso mese, in occasione dei Campionati Europei Junior 2016 di Holon, vince con la compagna Milena Baldassarri il bronzo nel concorso per nazioni, ed accede a tutte e quattro le finali di specialità, in cui vince ben tre medaglie (bronzo alla fune, argento alla palla e alle clavette) e arriva quarta al cerchio.
A conclusione della stagione partecipa con la sua società al Campionato nazionale di serie A1 e ottiene il quarto posto.

### Carriera senior

#### 2017
.Apre la stagione partecipando al Grand Prix di Mosca, dove ottiene l'ottavo posto nel concorso generale .
In occasione della Coppa del Mondo di Pesaro del mese di aprile ottiene il tredicesimo posto nel concorso generale . Alla palla e si posiziona al quarto posto. Al nastro batte ottiene una medaglia di bronzo alle spalle delle russe Dina Averina e Aleksandra Soldatova. 
Il mese successivo, nella tappa di Coppa del Mondo di Sofia in Bulgaria, si posiziona tredicesima nel concorso generale ed accede alle finali di palla e nastro. Alla palla vince la medaglia d'argento dietro alla bulgara Neviana Vladinova.
A maggio viene convocata ai Campionati europei di Budapest. Conclude il concorso generale in decima posizione e accede alla finale di specialità alla palla, dove si classifica all'ottavo posto. 
A giugno partecipa ai Campionati nazionali assoluti, dove conclude il concorso generale al secondo posto, alle spalle della già campionessa italiana Veronica Bertolini. Nelle finali di specialità vince l'oro alla palla e l'argento alle clavette e al nastro.
A luglio, alla tappa di Coppa del mondo di Berlino, ottiene un quarto posto nel concorso generale .Vince la medaglia d'argento al cerchio, quinto posto alla palla e quarto posto al nastro.
Nel mese di agosto alla Coppa del mondo a Minsk si posiziona al settimo posto nel concorso generale e accede alle finali di cerchio, clavette e palla; in quest'ultima vince la medaglia di bronzo. La settimana successiva partecipa anche alla tappa di Kazan', dove ottiene il decimo posto nel concorso generale.
Ai campionati mondiali di Pesaro, nella finale All-around conquista un ottavo posto. Centra tre finali di specialità, classificandosi 7ª alla palla, 5ª alle clavette e 4ª al nastro. Inoltre, al termine della rassegna, le viene conferito il premio all'eleganza dello sponsor Longines.
A inizio ottobre, in occasione della sedicesima edizione del Torneo Internazionale di Udine, vince la medaglia d'argento dietro all'israeliana Linoy Ashram. A novembre, insieme alla sua società AS Udinese, chiude al terzo posto il Campionato di serie A1.

#### 2018
In occasione della tappa di Coppa del Mondo di Pesaro termina il concorso generale in diciassettesima posizione, mentre la settimana successiva partecipa alla tappa di Coppa del Mondo di Baku dove si posiziona sedicesima nel concorso generale.
Partecipa alla tappa di Coppa del Mondo di Guadalajara e si posiziona ottava nel concorso generale e accede alle finali di specialità dove termina 5ª alla palla, 5ª alle clavette e 8ª al nastro. La settimana successiva partecipa al torneo internazionale di Holon, in Israele, dove si classifica al primo posto nel concorso generale.
Alla fine di maggio partecipa ai campionati nazionali e chiude in seconda posizione alle spalle di Milena Baldassarri. Nelle finali di specialità vince il bronzo al cerchio, argento alla palla, oro alle clavette e argento al nastro.
A inizio giugno partecipa ai Campionati europei 2018, a Guadalajara, e nella finale all-around individuale termina in ottava posizione,.
A fine giugno fa parte della spedizione azzurra impegnata ai Giochi del Mediterraneo di Tarragona 2018, dove vince la medaglia d'oro nel concorso generale individuale, precedendo la greca Elenī Kelaïditī e la connazionale Milena Baldassarri.
A metà agosto partecipa alla tappa di Coppa del Mondo di Minsk dove chiude in undicesima posizione. La settimana successiva partecipa all'ultima tappa del circuito a Kazan' in Russia e termina il concorso generale in settima posizione e accede alle finali di palla e clavette, dove si posiziona rispettivamente 5ª e 8ª.
A metà settembre, ai mondiali di Sofia 2018, vince due medaglie di bronzo. La prima nella finale di specialità alla palla con il punteggio, mentre la seconda come componente del Team Italia, nel concorso per nazioni con le compagne Milena Baldassarri e Alessia Russo. Accede inoltre alla finale di specialità al nastro dove termina in quarta posizione, mentre nel concorso generale chiude in nona posizione.
Da settembre è arruolata nel Gruppo Sportivo dell'Aeronautica Militare.
Chiude la stagione ottenendo la medaglia d'argento, insieme alla sua società, nel Campionato Italiano di Serie A a squadre.

#### 2019
Partecipa alla prima tappa di Coppa del Mondo a Pesaro dove si classifica decima nel concorso generale e si qualifica alla finale con le clavette dove conquista la medaglia d'argento.
La settimana successiva compete alla seconda tappa di Coppa del Mondo a Sofia dove chiude il concorso generale in undicesima posizione e si qualifica alle finali di cerchio e nastro.
Partecipa anche alla tappa di Coppa del mondo di Baku dove termina il concorso generale in decima posizione e accede alla finale di specialità alle clavette concludendo in ottava posizione.
A maggio partecipa alla tappa di Coppa del mondo di Guadalajara dove vince la medaglia di bronzo nel concorso generale, dietro alle due ginnaste russe Aleksandra Soldatova ed Ekaterina Selezneva. Nelle finali di specialità vince il bronzo alla palla, l'argento alle clavette e il bronzo al nastro.
Nello stesso mese compete ai Campionati europei di Baku e ottiene l'undicesimo posto .
Il 1º e il 2 giugno partecipa ai Campionati italiani di Torino dove per la prima volta ottiene il titolo assoluto nel concorso generale, davanti a Milena Baldassarri e Alessia Russo. Anche nelle finali di specialità ottiene l'oro alla palla, alle clavette e al nastro, mentre l'argento al cerchio.
A fine giugno partecipa ai Giochi Europei a Minsk dove conclude il concorso generale al quarto posto.
Ad agosto partecipa alla tappa di Coppa del Mondo di Minsk dove termina il concorso generale in quarta posizione, dietro alle gemelle Dina e Arina Averina e all'israeliana Linoy Ashram.
La settimana seguente partecipa alla World Challenge Cup di Cluj Napoca (in Romania), arriva 11ª nell'AA e si classifica 4ª nella finale al cerchio (21 750) e 2ª in quella al nastro (20 600).
A inizio settembre partecipa all'ultima tappa del circuito World Challenge Cup a Portimao in Portogallo dove chiude il concorso generale 4º. Nelle finali vince: un oro al cerchio e l'argento alla palla.
Sempre a Portimao viene premiata per aver raggiunto la prima posizione n.1 del ranking all-around dell'intero circuito World Challenge Cup 2019, oltre alla prima posizione nelle specialità di cerchio, clavette e nastro. 
A metà settembre fa parte della spedizione azzurra ai Mondiali di Baku 2019. Si qualifica nelle finali di cerchio e clavette chiudendo rispettivamente in sesta e quinta posizione, mentre nella finale all around termina al sesto posto, ottenendo il pass per l'Italia per i Giochi olimpici di Tokyo 2020.

#### 2020
A ottobre con la sua società Associazione Sportiva Udinese arriva seconda in occasione della Final Six del Campionato di Serie A1 a Torino. Il 31 ottobre, invece, partecipa ai Campionati Italiani Assoluti di Folgaria dove ottiene il secondo posto nel concorso generale. Nelle finali di specialità vince l'argento al cerchio e il bronzo alla palla.

#### 2021
Ai campionati italiani assoluti 2021 arriva in terza posizione AA, e vince l’oro alla Palla e al Nastro, oltre a un bronzo alle Clavette 
Viene successivamente convocata per rappresentare l’Italia alle Olimpiadi di Tokyo di inizio agosto insieme a Milena Baldassarri. Nel corso della competizione commette qualche errore che non le permette di accedere alla finale a 10. Si classifica 15ª.
Partecipa alla World Challenge Cup di Cluj-Napoca nel mese di Ottobre: arriva 7ª nell’AA, ma vince il bronzo a palla e nastro.
Ai Campionati mondiali di ginnastica ritmica 2021 di Kitakyushu partecipa con due esercizi: palla (23.15) e nastro(21.525). Al nastro riesce ad accedere alla finale di specialità dove si classifica 6ª.
In occasione dei mondiali vince, insieme a Milena Baldassarri, eSofia Raffaeli e la squadra nazionale, la medaglia d’argento per Team.

#### 2022
Al torneo internazionale "Gracia Fair Cup 2022" ottiene quattro primi posti (All-around, nastro, cerchio,palla) e un secondo posto (clavette)

#### 2023
Partecipa alla Coppa del Mondo di Baku classificandosi 18esima e alla WCC di Portimão. Viene convocata ai Campionati Europei dove compete su tre attrezzi,  si posiziona 12esima nella finale del concorso generale e ottava nella finale alle clavette.
A fine Luglio la Federazione di Ginnastica Italiana comunica la sua sospensione per 12 mesi, dovuta al fatto di aver saltato 3 controlli antidoping.
- Nel 2016 è stata la prima ginnasta italiana junior a essere inserita dalla Federazione Ginnastica d'Italia all'interno del "Team Italia".[10]
- In occasione dei Campionati Europei Junior 2016 di Holon, è stata la prima ginnasta junior italiana ad aver ottenuto quattro medaglie in un'unica edizione.[11]
- È la prima ginnasta individualista italiana ad aver inventato una nuova difficoltà corporea, che porta il suo cognome, inserita a sua volta nel codice dei punteggi da parte della Federazione Ginnastica Internazionale. L'elemento consiste in un salto Zaripova la cui preparazione è in "en tournant", ed è contrassegnato all'interno del codice dei punteggi dalla dicitura "Ag".[12]
- È la prima ginnasta individualista italiana ad aver vinto una medaglia d'oro in una finale di Coppa del Mondo. L'oro al cerchio a Portimão 2019.[13]
- È la prima ginnasta italiana ad aver vinto nel 2019 nel circuito World Challenge Cup nel concorso generale e nelle finali di cerchio, clavette e nastro.[14]

## Riconoscimenti
- In occasione dei Campionati del Mondo le è stato conferito il Premio Eleganza dallo sponsor Longines.[6][15]
- Ha ottenuto la nomination della categoria "Exploit dell'anno" in occasione dei Gazzetta Sport Award 2017.[16][17]
- Ha ottenuto due nomination nelle categorie "Giovane Donna" e il "Campione dei ragazzi" in occasione dell'edizione 2018 degli Italian Sportrait Awards.[18]

## Apparizioni televisive
- Il 1º luglio 2018 è protagonista di una puntata di Sport Stories, programma in onda su Rai Gulp.

## Palmarès

### Palmarès Internazionale
| Anno | Città       | Competizione                    | Risultato | Specialità                                    |
| ---- | ----------- | ------------------------------- | --------- | --------------------------------------------- |
| 2010 | Tartu       | FIG International Tournament    | Oro       | Corpo libero                                  |
| 2010 | Tartu       | FIG International Tournament    | Oro       | Cerchio                                       |
| 2014 | Lubiana     | FIG International Tournament    | Oro       | Palla                                         |
| 2014 | Lubiana     | FIG International Tournament    | Argento   | Cerchio                                       |
| 2014 | Lubiana     | FIG International Tournament    | Argento   | Clavette                                      |
| 2014 | Lubiana     | FIG International Tournament    | Argento   | Nastro                                        |
| 2015 | Lisbona     | Coppa del mondo Junior          | Bronzo    | Palla                                         |
| 2015 | Lubiana     | FIG International Tournament    | Oro       | Concorso generale                             |
| 2016 | Desio       | International Tournament        | Oro       | Concorso per team                             |
| 2016 | Lisbona     | Coppa del mondo Junior          | Bronzo    | Concorso per nazione                          |
| 2016 | Lisbona     | Coppa del mondo Junior          | Argento   | Fune                                          |
| 2016 | Pesaro      | Coppa del mondo Junior          | Bronzo    | Concorso per nazione                          |
| 2016 | Pesaro      | Coppa del mondo Junior          | Bronzo    | Cerchio                                       |
| 2016 | Pesaro      | Coppa del mondo Junior          | Argento   | Fune                                          |
| 2016 | Pesaro      | Coppa del mondo Junior          | Argento   | Palla                                         |
| 2016 | Lubiana     | FIG International Tournament    | Argento   | Concorso per team                             |
| 2016 | Lubiana     | FIG International Tournament    | Oro       | Fune                                          |
| 2016 | Lubiana     | FIG International Tournament    | Argento   | Cerchio                                       |
| 2016 | Lubiana     | FIG International Tournament    | Argento   | Palla                                         |
| 2016 | Sofia       | Coppa del mondo Junior          | Bronzo    | Concorso per nazione                          |
| 2016 | Sofia       | Coppa del mondo Junior          | Argento   | Fune                                          |
| 2016 | Holon       | Campionati Europei Junior       | Bronzo    | Concorso per nazione                          |
| 2016 | Holon       | Campionati Europei Junior       | Bronzo    | Fune                                          |
| 2016 | Holon       | Campionati Europei Junior       | Argento   | Palla                                         |
| 2016 | Holon       | Campionati Europei Junior       | Argento   | Clavette                                      |
| 2017 | Pesaro      | Coppa del mondo                 | Bronzo    | Nastro                                        |
| 2017 | Sofia       | Coppa del mondo                 | Argento   | Palla                                         |
| 2017 | Torino      | International Tournament        | Oro       | Concorso per nazione                          |
| 2017 | Torino      | International Tournament        | Argento   | Concorso generale                             |
| 2017 | Berlino     | Coppa del mondo                 | Argento   | Cerchio                                       |
| 2017 | Minsk       | Coppa del mondo                 | Bronzo    | Palla                                         |
| 2017 | Udine       | International Tournament        | Argento   | Concorso generale                             |
| 2017 | León        | FIG International Tournament    | Oro       | Concorso generale                             |
| 2017 | León        | FIG International Tournament    | Oro       | Cerchio                                       |
| 2017 | León        | FIG International Tournament    | Oro       | Palla                                         |
| 2017 | León        | FIG International Tournament    | Argento   | Clavette                                      |
| 2018 | Lubiana     | FIG International Tournament    | Oro       | Palla                                         |
| 2018 | Lubiana     | FIG International Tournament    | Oro       | Clavette                                      |
| 2018 | Lubiana     | FIG International Tournament    | Oro       | Nastro                                        |
| 2018 | Holon       | FIG International Tournament    | Oro       | Concorso generale                             |
| 2018 | Holon       | FIG International Tournament    | Oro       | Palla                                         |
| 2018 | Holon       | FIG International Tournament    | Oro       | Clavette                                      |
| 2018 | Holon       | FIG International Tournament    | Oro       | Nastro                                        |
| 2018 | Tarragona   | Giochi del Mediterraneo         | Oro       | Concorso generale                             |
| 2018 | Sofia       | Campionati Mondiali             | Bronzo    | Palla                                         |
| 2018 | Sofia       | Campionati Mondiali             | Bronzo    | Concorso a squadre                            |
| 2018 | Udine       | International Tournament        | Oro       | Concorso generale                             |
| 2019 | Zagabria    | FIG International Tournament    | Argento   | Concorso generale                             |
| 2019 | Lubiana     | FIG International Tournament    | Oro       | Concorso generale                             |
| 2019 | Lubiana     | FIG International Tournament    | Bronzo    | Cerchio                                       |
| 2019 | Lubiana     | FIG International Tournament    | Oro       | Palla                                         |
| 2019 | Lubiana     | FIG International Tournament    | Oro       | Clavette                                      |
| 2019 | Lubiana     | FIG International Tournament    | Argento   | Nastro                                        |
| 2019 | Pesaro      | Coppa del mondo                 | Argento   | Clavette                                      |
| 2019 | Belgrado    | FIG International Tournament    | Oro       | Concorso generale                             |
| 2019 | Belgrado    | FIG International Tournament    | Oro       | Cerchio                                       |
| 2019 | Belgrado    | FIG International Tournament    | Oro       | Palla                                         |
| 2019 | Belgrado    | FIG International Tournament    | Oro       | Clavette                                      |
| 2019 | Belgrado    | FIG International Tournament    | Oro       | Nastro                                        |
| 2019 | Guadalajara | Coppa del mondo                 | Bronzo    | Concorso generale                             |
| 2019 | Guadalajara | Coppa del mondo                 | Bronzo    | Palla                                         |
| 2019 | Guadalajara | Coppa del mondo                 | Argento   | Clavette                                      |
| 2019 | Guadalajara | Coppa del mondo                 | Bronzo    | Nastro                                        |
| 2019 | Monza       | International Tournament        | Bronzo    | Concorso generale                             |
| 2019 | Cluj-Napoca | Coppa del Mondo                 | Argento   | Nastro                                        |
| 2019 | Portimão    | Coppa del Mondo                 | Oro       | Cerchio                                       |
| 2019 | Portimão    | Coppa del Mondo                 | Argento   | Palla                                         |
| 2019 | Portimão    | Coppa del Mondo                 | Oro       | Clavette                                      |
| 2019 | Portimão    | Coppa del Mondo                 | Oro       | World Challenge Cup Ranking 2019 - All Around |
| 2019 | Portimão    | Coppa del Mondo                 | Oro       | World Challenge Cup Ranking 2019 - Cerchio    |
| 2019 | Portimão    | Coppa del Mondo                 | Oro       | World Challenge Cup Ranking 2019 - Clavette   |
| 2019 | Portimão    | Coppa del Mondo                 | Oro       | World Challenge Cup Ranking 2019 - Nastro     |
| 2020 | Desio       | International Tournament        | Bronzo    | Concorso generale                             |
| 2020 | Mosca       | Online International Tournament | Argento   | Cerchio                                       |
| 2021 | Desio       | Online International Tournament | Bronzo    | Concorso generale                             |
| 2021 | Belgrado    | FIG International Tournament    | Oro       | Concorso generale                             |
| 2021 | Belgrado    | FIG International Tournament    | Oro       | Cerchio                                       |
| 2021 | Belgrado    | FIG International Tournament    | Oro       | Palla                                         |
| 2021 | Belgrado    | FIG International Tournament    | Oro       | Clavette                                      |
| 2021 | Belgrado    | FIG International Tournament    | Oro       | Nastro                                        |
| 2021 | Baku        | Coppa del Mondo                 | Oro       | Palla                                         |
| 2021 | Cairo       | FIG International Tournament    | Argento   | Concorso generale                             |
| 2021 | Cairo       | FIG International Tournament    | Oro       | Nastro                                        |
| 2021 | Cairo       | FIG International Tournament    | Argento   | Palla                                         |
| 2021 | Cairo       | FIG International Tournament    | Argento   | Clavette                                      |
| 2021 | Atene       | FIG International Tournament    | Oro       | Concorso generale                             |
| 2021 | Atene       | FIG International Tournament    | Argento   | Cerchio                                       |
| 2021 | Atene       | FIG International Tournament    | Argento   | Palla                                         |
| 2021 | Atene       | FIG International Tournament    | Argento   | Clavette                                      |
| 2021 | Cluj Napoca | Coppa del Mondo                 | Bronzo    | Nastro                                        |
| 2021 | Cluj Napoca | Coppa del mondo                 | Bronzo    | Palla                                         |
| 2021 | Kitakyushu  | Campionati Mondiali             | Argento   | Team ranking                                  |
| 2021 | Barcellona  | International Tournament        | Bronzo    | Concorso generale                             |
| 2022 | Budapest    | International Tournament        | Oro       | Concorso generale                             |
| 2022 | Budapest    | International Tournament        | Oro       | Cerchio                                       |
| 2022 | Budapest    | International Tournament        | Oro       | Palla                                         |
| 2022 | Budapest    | International Tournament        | Oro       | Nastro                                        |
| 2022 | Budapest    | International Tournament        | Argento   | Clavette                                      |

### Palmarès Nazionale
| Anno | Città                  | Competizione                             | Risultato | Specialità                    |
| ---- | ---------------------- | ---------------------------------------- | --------- | ----------------------------- |
| 2012 | Arezzo                 | Campionati Nazionali Allieve             | Oro       | Concorso generale             |
| 2012 | Italia (bandiera)      | Campionati Nazionali di Serie C          | Argento   | Concorso a squadre            |
| 2013 | Foligno                | Campionati Nazionali Allieve             | Oro       | Concorso generale             |
| 2013 | Padova                 | Campionati Nazionali di Serie B          | Argento   | Concorso a squadre            |
| 2014 | Andria                 | Campionati Nazionali Juniores            | Argento   | Concorso generale             |
| 2014 | Rimini                 | Campionati Nazionali Criterium Giovanile | Oro       | Concorso generale             |
| 2014 | Desio                  | Campionati Nazionali di Serie A2         | Oro       | Concorso a squadre            |
| 2015 | Terranuova Bracciolini | Campionati Nazionali Juniores            | Oro       | Concorso generale             |
| 2016 | Pesaro                 | Campionati Nazionali Assoluti            | Argento   | Clavette                      |
| 2017 | Arezzo                 | Campionati Nazionali Assoluti            | Argento   | Concorso generale             |
| 2017 | Arezzo                 | Campionati Nazionali Assoluti            | Oro       | Palla                         |
| 2017 | Arezzo                 | Campionati Nazionali Assoluti            | Argento   | Clavette                      |
| 2017 | Arezzo                 | Campionati Nazionali Assoluti            | Argento   | Nastro                        |
| 2017 | Fabriano               | Campionati Nazionali di Serie A1         | Bronzo    | Concorso a squadre - 1 tappa  |
| 2017 | Fabriano               | Campionati Nazionali di Serie A1         | Argento   | Concorso a squadre - 2 tappa  |
| 2017 | Prato                  | Campionati Nazionali di Serie A1         | Oro       | Concorso a squadre - 3 tappa  |
| 2017 | Padova                 | Campionati Nazionali di Serie A1         | Bronzo    | Concorso a squadre - Circuito |
| 2018 | Terranuova Bracciolini | Campionati Nazionali Assoluti            | Argento   | Concorso generale             |
| 2018 | Terranuova Bracciolini | Campionati Nazionali Assoluti            | Bronzo    | Cerchio                       |
| 2018 | Terranuova Bracciolini | Campionati Nazionali Assoluti            | Argento   | Palla                         |
| 2018 | Terranuova Bracciolini | Campionati Nazionali Assoluti            | Oro       | Clavette                      |
| 2018 | Terranuova Bracciolini | Campionati Nazionali Assoluti            | Argento   | Nastro                        |
| 2018 | Desio                  | Campionati Nazionali di Serie A          | Argento   | Concorso a squadre - 1 tappa  |
| 2018 | Arezzo                 | Campionati Nazionali di Serie A          | Argento   | Concorso a squadre - 2 tappa  |
| 2018 | Sansepolcro            | Campionati Nazionali di Serie A          | Argento   | Concorso a squadre - 4 tappa  |
| 2018 | Sansepolcro            | Campionati Nazionali di Serie A          | Argento   | Concorso a squadre - Circuito |
| 2019 | Sansepolcro            | Campionati Nazionali di Serie A1         | Bronzo    | Concorso a squadre - 1 tappa  |
| 2019 | Bologna                | Campionati Nazionali di Serie A1         | Bronzo    | Concorso a squadre - 2 tappa  |
| 2019 | Desio                  | Campionati Nazionali di Serie A1         | Argento   | Concorso a squadre - 3 tappa  |
| 2019 | Ferrara                | Campionati Nazionali di Serie A1         | Bronzo    | Concorso a squadre - 4 tappa  |
| 2019 | Ferrara                | Campionati Nazionali di Serie A1         | Bronzo    | Concorso a squadre - Circuito |
| 2019 | Torino                 | Campionati Nazionali Assoluti            | Oro       | Concorso generale             |
| 2019 | Torino                 | Campionati Nazionali Assoluti            | Argento   | Cerchio                       |
| 2019 | Torino                 | Campionati Nazionali Assoluti            | Oro       | Palla                         |
| 2019 | Torino                 | Campionati Nazionali Assoluti            | Oro       | Clavette                      |
| 2019 | Torino                 | Campionati Nazionali Assoluti            | Oro       | Nastro                        |
| 2020 | Fabriano               | Campionati Nazionali di Serie A1         | Argento   | Concorso a squadre - 1 tappa  |
| 2020 | Eboli                  | Campionati Nazionali di Serie A1         | Argento   | Concorso a squadre - 2 tappa  |
| 2020 | Desio                  | Campionati Nazionali di Serie A1         | Bronzo    | Concorso a squadre - 3 tappa  |
| 2020 | Torino                 | Campionati Nazionali di Serie A1         | Argento   | Concorso a squadre - Circuito |
| 2020 | Folgaria               | Campionati Nazionali Assoluti            | Argento   | Concorso generale             |
| 2020 | Folgaria               | Campionati Nazionali Assoluti            | Argento   | Cerchio                       |
| 2020 | Folgaria               | Campionati Nazionali Assoluti            | Bronzo    | Palla                         |
| 2021 | Folgaria               | Campionati Nazionali Assoluti            | Bronzo    | Concorso generale             |
| 2021 | Folgaria               | Campionati Nazionali Assoluti            | Oro       | Natro                         |
| 2021 | Folgaria               | Campionati Nazionali Assoluti            | Oro       | Palla                         |
| 2021 | Folgaria               | Campionati Nazionali Assoluti            | Bronzo    | Clavette                      |
| 2022 | Folgaria               | Campionati Nazionali Assoluti            | Bronzo    | Nastro                        |

## Musiche degli esercizi presentati
| Anno       | Attrezzo | Titolo                                              | Artista                                |
| ---------- | -------- | --------------------------------------------------- | -------------------------------------- |
| 2022/ 2023 | Cerchio  | Seasoned Oak / Zhelka                               | Daniel Pemberton / Elitsa Todorova     |
| 2022/ 2023 | Palla    | La donna cannone                                    | Francesco De Gregori                   |
| 2022/ 2023 | Clavette | I Will Follow Him                                   | God's Angels (da Sister Act)           |
| 2022/ 2023 | Nastro   | Can't Help Falling in Love (dark version)           | Tommee Profitt, brooke                 |
| 2021       | Cerchio  | Für Elise                                           | Hidden Citizens                        |
| 2021       | Palla    | Rinascita                                           |                                        |
| 2021       | Clavette | Tokyo Drift (Fast & Furious)                        | Teriyaki Boyz (da Fast & Furious)      |
| 2021       | Nastro   | You're The One That I Want                          | Alex & Sierra, Olivia Newton-John      |
| 2020       | Cerchio  | Für Elise                                           | Hidden Citizens                        |
| 2020       | Palla    | Coro A Bocca Chiusa                                 | Filippa Giordano (da Madama Butterfly) |
| 2020       | Clavette | Tokyo Drift (Fast & Furious)                        | Teriyaki Boyz (da Fast & Furious)      |
| 2020       | Nastro   | You're The One That I Want                          | Alex & Sierra, Olivia Newton-John      |
| 2020       | Nastro   | bury a friend                                       | Billie Ellish                          |
| 2019       | Cerchio  | The Ecstasy of Gold                                 | Ennio Morricone                        |
| 2019       | Palla    | House Of The Rising Sun                             | Heavy Young Heathens                   |
| 2019       | Clavette | Area                                                | Magnus The Magnus                      |
| 2019       | Nastro   | La Cumparsita                                       | Milva                                  |
| 2018       | Cerchio  | Gangsta's Paradise                                  | 2WEI                                   |
| 2018       | Palla    | Zajdi, zajdi                                        | Amira Medunjanin                       |
| 2018       | Clavette | Habibi Min Zaman / Manea-K                          | Balkan Beat Box / Max Pashm            |
| 2018       | Nastro   | The Wall / Another One Bites the Dust               | Pink Floyd / Queen                     |
| 2017       | Cerchio  | Earthshaker / Army of Drummers                      | Audiomachine                           |
| 2017       | Palla    | Hallelujah                                          | Susan Boyle                            |
| 2017       | Clavette | Pharaoh                                             | Snavs                                  |
| 2017       | Nastro   | Va Pensiero / The Wall / Another One Bites the Dust | Albano Carrisi / Pink Floyd / Queen    |
| 2016       | Cerchio  | Black Skinhead / Personal Jesus                     | Kanye West / Marilyn Manson            |
| 2016       | Palla    | Your Love                                           | Ennio Morricone & Dulce Pontes         |
| 2016       | Clavette | Batucada / Besame Mucho (Dub Mix)                   | The Booty Jocks / Buddha Bar           |
| 2016       | Fune     | Hava Nagila                                         | DJ Jacob                               |